# كأس الاتحاد البحريني
كأس الاتحاد البحريني لكرة القدم هي بطولة كرة قدم للرجال تقام بنظام خروج المغلوب في البحرين.

## الفائزون السابقون
- 2000–01: الرفاع الغربي.
- 2002–03: البسيتين.
- 2003–04: الرفاع.
- 2004–05: المحرق.
- 2006–07: الأهلي.
- 2008–09: المحرق.
- 2013–14: الرفاع.
- 2015: الحد
- 2015–16: الأهلي.
- 2017: الحد
- 2019: الرفاع الشرقي
- 2020: المحرق
- 2021: المحرق

## الأندية الأعلى أداء
| النادي        | عدد البطولات |
| ------------- | ------------ |
| الرفاع        | 4            |
| المحرق        | 3            |
| الأهلي        | 2            |
| الحد          | 2            |
| البسيتين      | 1            |
| الرفاع الشرقي | 1            |